# Североизточен административен окръг
Североизточен административен окръг, съкратено СВАО (на руски: Се́веро-Восто́чный администрати́вный о́круг) един от 12-те окръга на град Москва. Намира се в северната част на града. Съдържа 17 района. Код по ОКАТО — 45 280 000 000.
На територията на окръга има станции на Калужско-Рижската, Серпуховско-Тимирязевската и Люблинско-Дмитровската метролинии, както и станции на линиите на Московския монорелс и Московския централен кръг.

## Ръководство
От януари 2000 г. Североизточният административен район се ръководи от Ирина Яковлевна Рабер. На 29 септември 2010 г., след оставката на кмета на Москва Юрий Лужков, тя става изпълняващ длъжността префект, въпреки че официалната заповед за това е подписана от новия кмет Сергей Собянин едва на 1 ноември.
По-късно с указ на кмета на Москва Сергей Собянин И. Я. Рабер е уволнена „по собствена инициатива във връзка с пенсионирането ѝ поради възраст“. За изпълняващ длъжността префект е назначен Игор Николаевич Колесников, който преди това заема поста първи заместник-префект. На 8 януари 2011 г. е подписан указ за назначаване на Игор Николаевич Колесников за префект на Североизточния окръг, но още през април същата година Валерий Юриевич Виноградов заема поста на префект. Игор Николаевич Колесников остава да работи в префектурата на Североизточния административен окръг като първи заместник-префект.

## Райони
Административно окръгът се поделя на 17 района:
- Алексеевски
- Алтуфиевски
- Бабушкински
- Бибирево
- Бутирски
- Лианозово
- Лосиноостровски
- Марфино
- Марина Роща
- Останкински
- Отрадно
- Ростокино
- Северно Медведково
- Северни
- Свиблово
- Ярославски
- Южно Медведково

## История
До 1917 г. Москва включва само много малка част от окръга, в района на Сушчевски вал. След Февруарската революция, Московската градска дума значително разширява територията на Москва, определяйки границата на града по Московската околовръстна железница. Така територията на съвременните райони Алексеевски, Марина Роща, Бутирски, Марфино, Останкински и отчасти Ростокино става част от Москва. Второто също толкова мащабно разширение се състои през 1960 г., когато Московският околовръстен път става граница на Москва. Град Бабушкин и множество села стават част от Москва, които по-късно дават имената на районите на окръга. Последната част на града включва територията на съвременния общински район „Северни“, през 1984 г.
До 1991 г. на територията на окръга съществуват Дзержински, Кировски, Бабушкински, Тимирязевски райони.
Преди административната реформа ТЕОС Шереметиевски съществува в Североизточния административен район, който е присъединен към Останкинския район през 2002 г.

## Транспорт
- Основните транспортни маршрути: Проспект Мира - Ярославско шосе, Алтуфевско шосе, Дмитровско шосе ( район Северный), улица Шереметьевская.
- През територията на окръга преминават три линии на московското метро: Калужско-Рижская, Серпуховско-Тимирязевская и Люблинско-Дмитровская, както и Московската монорелса и Московският централен пръстен.
- Две столични железопътни гари: Рижски и Савеловски. Железопътната линия Москва-Ярославъл също минава, жп станции: Москва-III, Маленковская, Яуза, Северянин, Лосиноостровская, Лос.
- В близост до метростанция ВДНХ има автогара, от която тръгват крайградски автобуси до Митищи, Королёв, Ивантеевка, Пушкино, Красноармейск, Лесные поляни, Хотково (част от полетите), Сергиев Посад, както и редица междуградски автобусни маршрути, предимно североизточна посока. В близост до метростанциите Медведково и Алтуфиево има и крайградски автобусни спирки.
- Единствената линия на московската монорелса е разположена изцяло на територията на Североизточния административен окръг.

## Забележителности
На територията на областта има редица обекти, широко известни не само в Москва, но и далеч извън нейните граници:
- Изложба за постиженията на националната икономика, на руски: Вы́ставка достиже́ний наро́дного хозя́йства (ВДНХ), много павилиони от които са архитектурни паметници
- Телевизионната кула Останкино и едноименният телевизионен център
- Първата монорелсова транспортна система в Русия
- Ростокински акведукт
- Имението на Шереметев. Паметник на руската архитектура от XVIII век
- Имение „Свиблово“
- Главна ботаническа градина на Руската академия на науките
- Скулптурната композиция на Вера Мухина „Работник и колхозница“, стояща на покрива на едноименния музей и изложбен център (от 2017 г. центърът е административно подчинен на ВДНХ и се счита за негов павилион)
- Мемориален дом-музей на академик С. П. Корольов
- Музейно-мемориален комплекс „Алея на космонавтите“
- Паметник на топеното сирене „Дружба“
- Паметник „Ростокински портиер“
- Нов драматичен театър — най-отдалеченият театър в Москва с рядък репертоар